# Звержани
Звержани (пол. Zwierżany) — село в Польщі, у гміні Сідра Сокульського повіту Підляського воєводства.
Населення — 78 осіб (2011).
У 1975—1998 роках село належало до Білостоцького воєводства.

## Демографія
Демографічна структура станом на 31 березня 2011 року:
|          | Загалом | Допрацездатний вік | Працездатний вік | Постпрацездатний вік |
| -------- | ------- | ------------------ | ---------------- | -------------------- |
| Чоловіки | 35      | 7                  | 26               | 2                    |
| Жінки    | 43      | 9                  | 23               | 11                   |
| Разом    | 78      | 16                 | 49               | 13                   |